# Джошуа Чептегеї
Джошуа Кіпруї Чептегеї (англ. Joshua Kiprui Cheptegei; нар. 12 вересня 1996) — угандійський легкоатлет, який спеціалізується в бігу на довгі дистанції.

## Із життєпису

### Спортивні досягнення
Олімпійський чемпіон з бігу на 10000 метрів (2024).
Срібний олімпійський призер у бігу на 10000 метрів (2021).
Фіналіст Олімпійських ігор-2016: 6-е місце у бігу на 10000 метрів та 8-е місце у бігу на 5000 метрів.
Чемпіон світу (2019) та срібний призер чемпіоната світу (2017) у бігу на 10000 метрів.
Чемпіон світу з кросу у дорослій віковій категорії (2019) в особистому та командному заліках.
Бронзовий призер чемпіонату світу з напівмарафону (2020) у командному заліку. В особистому заліку на чемпіонаті посів четверте місце (59.21, особистий рекорд).
Чемпіон світу серед юніорів у бігу на 10000 метрів (2014).
Дворазовий чемпіон Ігор Співдружності з бігу на 5000 та 10000 метрів (2018).

### Рекорди
18 листопада 2018 встановив вище світове досягнення у шосейному бігу на 15 кілометрів (41.05).
1 грудня 2019 на пробігу «10K Valencia Trinidad Alfonso» у Валенсії встановив новий світовий рекорд у шосейному бігу на 10 кілометрів (26.38), перевершивши попереднє досягнення кенійця Леонарда Комона (26.44) 9-річної давнини.
16 лютого 2020 на пробігу «Monaco Run 5km» у Монако встановив новий світовий рекорд у шосейному бігу на 5 кілометрів (12.51), перевершивши попереднє досягнення кенійця Ронекса Кіпруто (13.18), встановлене 12 січня 2020.
14 серпня 2020 на етапі «Діамантової ліги» у Монако встановив новий світовий рекорд у бігу на 5000 метрів (12.35,36), перевершивши попереднє досягнення ефіопа Кененіси Бекеле (12.37,35), встановлене 31 травня 2004.
7 жовтня 2020 на змаганнях «NN Valencia World Record Day» у Валенсії встановив новий світовий рекорд у бігу на 10000 метрів (26.11,00), перевершивши попереднє досягнення ефіопа Кененіси Бекеле (26.17,53), встановлене 2005 року.

## Основні міжнародні виступи
| Рік  | Змагання                        | Місто          | Місце | Дисципліна     | Примітки         |
| ---- | ------------------------------- | -------------- | ----- | -------------- | ---------------- |
| 2014 | Чемпіонат світу серед юніорів   | Юджин          |       | 5000 м         |                  |
| 2014 | 1                               | 10000 м        |       |                |                  |
| 2014 | Чемпіонат Африки                | Марракеш       | DNF   | 10000 м        |                  |
| 2015 | Чемпіонат світу з кросу         | Гуйян          |       | забіг U20      |                  |
| 2015 | Чемпіонат світу                 | Пекін          |       | 10000 м        | Відео на YouTube |
| 2016 | Олімпійські ігри                | Ріо-де-Жанейро |       | 5000 м         |                  |
| 2016 | 10000 м                         |                |       |                |                  |
| 2017 | Чемпіонат світу з кросу         | Кампала        |       | дорослий забіг |                  |
| 2017 | Чемпіонат світу                 | Лондон         | 2     | 10000 м        | Відео на YouTube |
| 2018 | Ігри Співдружності              | Голд-Кост      | 1     | 5000 м         |                  |
| 2018 | 1                               | 10000 м        |       |                |                  |
| 2019 | Чемпіонат світу з кросу         | Орхус          | 1     | дорослий забіг | Відео на YouTube |
| 2019 | Чемпіонат світу                 | Доха           | 1     | 10000 м        | Відео на YouTube |
| 2020 | Чемпіонат світу з напівмарафону | Гдиня          |       | напівмарафон   | Відео на YouTube |
| 2021 | Олімпійські ігри                | Токіо          | 1     | 5000 м         |                  |
| 2021 | Олімпійські ігри                | Токіо          | 2     | 10000 м        | Відео на YouTube |
| 2022 | Чемпіонат світу                 | Юджин          | 1     | 10000 м        |                  |
| 2023 | Чемпіонат світу                 | Будапешт       | 1     | 10000 м        |                  |